# صموئيل بريسكوت
صموئيل بريسكوت (بالإنجليزية: Samuel Prescott)‏ هو جراح أمريكي، ولد في 19 أغسطس 1751 في كونكورد في الولايات المتحدة، وتوفي في 1777.